# 正龍寺 (指宿市)
正龍寺（しょうりゅうじ）はかつて鹿児島県指宿市山川に存在した臨済宗の寺。
伊集院の広済寺の末寺で薩南学派の学問寺として栄えた。近世日本朱子学の祖といわれる藤原惺窩が山川港から明への渡航を企てた際にこの寺に滞在し、この寺に所蔵されていた桂庵玄樹、南浦文之による「大学章句」を読んで明への留学をやめたと言われるほどの寺であったが、1869年（明治2年）の廃仏毀釈の前にはなす術無く廃寺となった。その後、墓地も放置され荒れた状態が続いていたが、戦後になって整備され、墓石の一部は「旧正龍寺跡墓石群」として指宿市指定有形文化財となっている。
現在同じ町内に同名の寺があるが、宗派は浄土真宗であり、全く別の寺である。
山川港は琉球との貿易港であり、正龍寺の住職は対琉球交渉の担当者でもあった。その関係もあって、江戸時代にこの地で客死した沖縄の人はこの寺に埋葬される慣例があった。